# Slank staartjesmos
Slank staartjesmos (Philonotis arnellii) is een bladmos uit de familie Bartramiaceae.

## Determinatie
De plant is erg klein en slank, met bleke of heldergroene scheuten van slechts 0,5-1 cm hoog. Het vormt kleine matten. De blaadjes zijn extreem klein (0,6-0,9 mm lang) en hebben meestal een zeer lange punt en vlakke randen. Fragiele scheuten kunnen ontstaan uit de oksels van de blaadjes. Sporenkapsels worden zeer zelden in de zomer geproduceerd.

## Ecologie
Slank staartjesmos komt voor op kalkarme maar basenrijke, vochtige en vaak wat beschaduwde plekken. Rotsnissen, dunne bodems op luchtvochtige rotskantjes en beschutte, vochtige muren vormen in het buitenland bekende standplaatsen. Op de bodem is het afhankelijk van vochtige of periodiek natte plaatsen zonder concurrentiekrachtige mossen en vaatplanten, zoals tijdelijk open plekken op leem en vochtig zand (wallen, wielsporen) of droogvallende plekken die een deel van het jaar onder water staan. De oude vondsten uit Zuid-Limburg zijn vooral afkomstig van 'kleiwallen' en 'aarden wallen', waarschijnlijk halfbeschaduwde taluds waar ook steenbreekvaren en zwartsteel werden aangetroffen.

## Verspreiding
In Nederland is slank staartjesmos zeer zeldzaam. Het staat op de rode lijst in de categorie 'gevoelig'. Tussen 1869 en 1872 is de soort op diverse plaatsen gevonden op aarden wallen in het lössgebied Beek-Schinnen-Hulsberg, in 1870 ook bij Valkenburg en in 1872 in een wagenspoor in het bos tussen Gulpen en Bissen (waarschijnlijk Schweibergerbos). In 1850 is het verzameld bij Renkum en Harskamp. Pas in 2001 volgde een nieuwe vindplaats in één jaar oude natuurontwikkeling bij Denekamp (Punthuizen) en in 2002 in natuurontwikkeling bij Baasdam beoosten Tubbergen.
Nederland bevindt zich in het centrum van het subatlantisch-gematigde areaal in Europa. Net als bij ons is slank staartjesmos ook in de Duitse laagvlakte altijd uiterst zeldzaam geweest. Deze zeldzaamheid moet uit de schaarste aan diasporen worden verklaard.